# Ulrich Grauert
Ulrich Grauert (6 de marzo de 1889 - 15 de mayo de 1941) fue un general en la Luftwaffe de la Alemania Nazi durante la II Guerra Mundial que comanó el 1.º Cuerpo Aéreo. Murió el 15 de mayo de 1941 cuando su avión Junkers Ju 52 fue abatido por el teniente Jerzy Jankiewicz y el sargento Wacław Giermer, ambos volando con una Supermarine Spitfire II, del Escuadrón de Pilotos Polacos N.º 303 cerca de Saint-Omer en la costa francesa del canal de la Mancha.

## Condecoraciones
- Cruz de Caballero de la Cruz de Hierro el 29 de mayo de 1940 como General der Flieger y Comandante General del I. Flieger-Korps[2]